# Le Parc Figueroa Alcorta
Le Parc Figueroa Alcorta es un complejo de dos torres de departamentos ubicado en el barrio de Palermo en Buenos Aires, Argentina entre las avenidas Figueroa Alcorta y Cavia. El complejo se compone por la Torre Cavia y la Torre Alcorta ubicadas junto a sus avenidas, respectivamente. La Torre Cavia fue la torre más alta de Buenos Aires hasta 2015. Actualmente es el segundo edificio más alto de toda Argentina.

## Historia
La empresa RAGHSA inició la serie de torres Le Parc hacia 1994, cuando finalizó la construcción de la torre Le Parc en Palermo. Ésta ocupó el puesto de la más alta de Buenos Aires con 155 metros, cambiando aceleradamente el perfil de las zona que ocupaba que pasó a llamarse Palermo Nuevo. Alentados por el éxito de la primera torre la empresa comenzó a mirar hacia Puerto Madero, barrio que comenzaba a modernizarse con la construcción de múltiples rascacielos. Allí construyeron las Torres Le Parc Puerto Madero, un complejo de 3 torres (la tercera se completa a finales de 2007) de 146,3 metros de altura, las cuales se vendieron rápidamente. 
A partir de esto, se ideó el complejo Le Parc Figueroa Alcorta, que estaría ubicado en Palermo Chico, bastante cerca de su antepasada Torre Le Parc. Este barrio corre como segundo en la construcción de altas torres. Figueroa Alcorta también estaría diseñada para ser la torre más alta de Buenos Aires. Las obras comenzaron en 2006 y fue inaugurada en enero de 2009.
En abril de 2010 fue inaugurada finalmente la Torre Cavia, la última en terminarse del par que componen el complejo Le Parc Figueroa Alcorta. Esta ofrece hasta el piso 27 departamentos de 280 a 320 metros cuadrados. Desde el 28 al 43, las unidades son de 420 metros cuadrados. Fue el edificio más alto de Argentina hasta 2011, siendo superado por el Torre Renoir 2.
El coste aproximado fue de 100 millones de dólares y ocupa un área de 59 000 m².